# Elecciones generales de Suecia de 1985
Las elecciones ge generales se celebraron en Suecia el 15 de septiembre de 1985. El Partido Socialdemócrata (S) siguió siendo el partido más grande en el Riksdag, ganando 159 de los 349 escaños. Su líder, Olof Palme, mantuvo su cargo como primer ministro. Mantendría este puesto con gran popularidad hasta su asesinato el 28 de febrero de 1986.

## Campaña
En una reunión de campaña en Sundsvall el 22 de agosto, el ministro de Bienestar Social Sten Andersson prometió aumentar las pensiones estatales como compensación por los aumentos de precios tras la devaluación de la corona en 1982. El gobierno socialdemócrata también hizo hincapié en que había logrado disminuir el déficit presupuestario de 90 mil millones a 60 mil millones de coronas. Los socialdemócratas también prometieron no aumentar los impuestos o disminuir la calidad del sistema de bienestar.
El Partido del Centro (C) tuvo una cooperación técnica con los demócratas cristianos. Los demócratas cristianos siempre recibieron menos votos que el umbral del 4% para obtener escaños en el Riksdag. La cooperación fue criticada dentro del Partido del Centro (C). El objetivo era que ambos partidos obtuvieran votos, pero al final la participación de los votos del Partido del Centro disminuyó en comparación con las elecciones de 1982. Los demócratas cristianos solo obtuvieron un escaño en el parlamento para su líder, Alf Svensson.
El debate político estuvo dominado por el Partido Moderado (M) y los Partido Socialdemócrata (S). En enero de 1985, el Partido Moderado (M) había propuesto en el parlamento un plan detallado con recortes de impuestos y recortes en el gasto. El líder de los socialdemócratas, Olof Palme, logró poner esto en contra del Partido Moderado (M) repitiendo los efectos negativos que esto tendría en los equipos de fútbol juveniles. El Partido Moderado recibió el apoyo del 30 por ciento en una encuesta de opinión realizada por SIFO en junio de 1985, pero su apoyo disminuyó durante la campaña.
El Partido Popular Liberal (FP) había elegido a Bengt Westerberg como su líder del partido en octubre de 1983; había tenido problemas para transmitir su mensaje, sobre todo debido al pequeño tamaño del partido en el parlamento y solo recibió el 5,9 por ciento de apoyo en las elecciones de 1982. Sin embargo, en agosto, Westerberg fue visto por el público como un político tranquilo y honesto, en comparación con Adelsohn y Palme. El Partido Popular Liberal (FP) fue el gran ganador de las elecciones de 1985, aumentando su apoyo al 14,2 por ciento.

## Resultados
| Partido                                  | Votos     | %     | Escaños | +/– |
| ---------------------------------------- | --------- | ----- | ------- | --- |
| Partido Socialdemócrata (S)              | 2,487,551 | 44.68 | 159     | –7  |
| Partido Moderado (M)                     | 1,187,335 | 21.33 | 76      | –10 |
| Partido Popular (FP)                     | 792,268   | 14.23 | 51      | +30 |
| Partido del Centro (C)                   | 691,258   | 12.42 | 43      | –13 |
| Partido de la Izquierda-Comunistas (VPK) | 298,419   | 5.36  | 19      | –1  |
| Partido Verde (MP)                       | 83,645    | 1.50  | 0       | 0   |
| Otros partidos                           | 21,546    | 0.48  | 0       | 0   |
| Votos nulos/en blanco                    | 48,220    | –     | –       | –   |
| Total                                    | 5,615,242 | 100   | 349     | 0   |
| Votantes registrados/participación       | 6,249,445 | 89.93 | –       | –   |
| Fuente: Nohlen & Stöver                  |           |       |         |     |

## Gobierno
Esta elección también fue un éxito personal para Olof Palme. Los socialdemócratas habían aumentado un 5,4 por ciento en la opinión pública en los 9 meses anteriores a las elecciones, y finalmente obtuvieron el 44.68%, que está dentro del rango normal de 44,6 a 46,2 para el partido (visto desde 1936). Además, Palme logró mantener la opinión del público a su favor hasta su asesinato el 28 de febrero de 1985. En un artículo de la revista Time, escrito poco después de las elecciones titulado "la pregunta más importante de todas: ¿qué visión de la sociedad debería formar la base de la política?"  Y en el congreso del Partido Socialdemócrata (S) en octubre, se dijo que el resultado de la elección significaba "un no definitivo para cualquiera que quisiera derribar el estado del bienestar".
Palme incluso le dio al resultado electoral un significado más radical: "Los ciudadanos nos han dicho que todo está bien como está. En el resultado electoral esta implicito también una crítica al sistema, pero al contrario a lo que los neoliberales creían y esperaban, la crítica estaba dirigida a su persistente falta de igualdad". Según Palme: "Es más igualdad lo que los ciudadanos demandan, no menos".
El gobierno minoritario socialdemócrata dirigido por Olof Palme permaneció en el poder. En la declaración del gobierno, Olof Palme declaró que la revisión de la Junta Nacional del sistema electoral se completaría con miras a soluciones amplias. Para sacar a Suecia de la crisis económica, se requería una política gubernamental decidida y práctica en el parlamento a través de las fronteras del partido sentían una responsabilidad común. Cuando Olof Palme fue asesinado el 28 de febrero de 1986, el 12 de marzo del mismo año, Ingvar Carlsson asumió el cargo de Primer Ministro por el resto del mandato (hasta las elecciones de 1988).